# Eriothyrium dubiosum
Eriothyrium dubiosum är en svampart som beskrevs av Speg. 1888. Eriothyrium dubiosum ingår i släktet Eriothyrium, divisionen sporsäcksvampar och riket svampar.   Inga underarter finns listade i Catalogue of Life.